# معلم البر

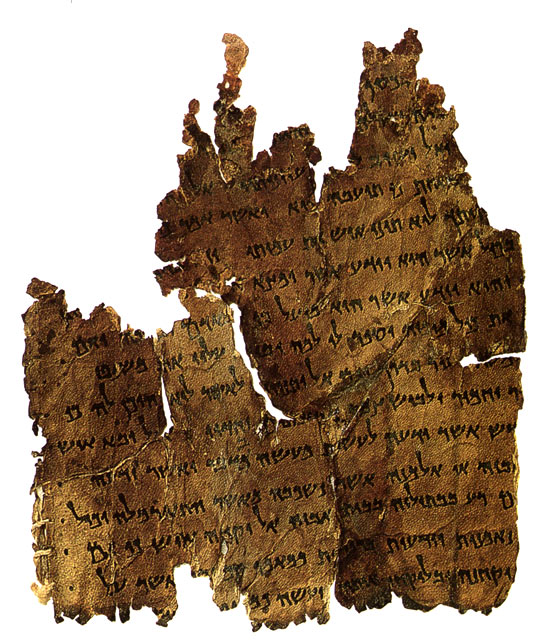
قطعة من وثيقة دمشق.

معلم البِرّ (بالعبرية: מורה הצדק) هو شخصية ورد ذكرها في بعض مخطوطات البحر الميت التي عٌثر عليها في قمران، أبرزها وثيقة دمشق. تتحدث هذه الوثيقة بإيجاز عن أصل طائفة، ربما عن الإسينيين، بعد 390 سنة من حكم نبوخذ نصر (المتوفى سنة 562 ق.م.)، وبعد 20 سنة من البحث الأعمى عن الطريق، «أقام لهم الله معلّمًا للبر، ليهديهم طريق قلبه». وُصف هذا المعلم بأنه مُمجّد لأنه يمتلك فهمًا صحيحًا للتوراة، ومؤهلًا لتعليمها بدقة، ولأنه الشخص الذي من خلاله سيكشف الله للمجتمع «الخفايا التي ضل بها إسرائيل».
على الرغم من أن الهوية الدقيقة لمعلم البر مجهولة، إلا أنه استنادًا إلى نص مخطوطة قانون المجتمع، فإن معلمي الطائفة هم كهنة من نسل صادوق أول كاهن أعلى خدم في هيكل سليمان، مما دفع العلماء إلى افتراض أنه كاهن من بني صادوق.

## هويته
تقول إحدى النظريات التي دافع عنها في البداية جيروم مورفي أوكونور ثم شتيجمان من بعده أن معلم البر كان الكاهن الأعظم لبني إسرائيل، لكنه طُرد لاحقًا من منصبه على يد يوناثان المكابي. لم يذكر سفر المكابيين الأول اسم الكاهن الأعظم الذي خلف ألكيموس سنة 159 ق.م. حتى تعيين ألكسندر بالاس ليوناثان المكابي يولّيه هذا المنصب سنة 152 ق.م.مك1 10: 18-20 لذا، اعتقد يوسيفوس فلافيوس الذي كان معتمدًا بشكل كبير على سفر المكابيين الأول في كتاباته لتلك الفترة من التاريخ أن المنصب ظل شاغرًا طوال تلك السنوات السبع. ومع ذلك، فمن غير المحتمل أن يظل هذا المنصب شاغرًا تمامًا طوال هذه السنوات لأسباب دينية. رجّح شتيجمان أن السبب وراء عدم ذكر أي شيء في سفر المكابيين الأول عن الكاهن الأعظم بين ألكيموس ويوناثان كان مقصودًا لإخفاء حقيقة أن الحشمونيين اغتصبوا منصب الكاهن الأعظم من صاحبه الشرعي، معلم البر. اتفق ألفار إليجارد مع هذه الفرضية، وزعم أن معلم البر لم يكن فقط زعيمًا للإسينيين في قمران، ولكنه كان يعتبر أيضًا بمثابة مُمهّدًا ليسوع قبل حوالي 150 عامًا من زمن الأناجيل. في سنة 1965م، كشفت إحدى مخطوطات البحر الميت يرجع تاريخها إلى حوالي سنة 100 ق.م. أن الإسينيين كانوا ينتظرون كاهنًا أعظم وملكًا مسيحًا سمّوه "ملك البر" (ملكي صادق)، وذكروا في هذه المخطوطة أنهم عرفوا وقت ظهوره اعتمادًا على النبوات المكتوبة في سفر دانيال.
اتهم ناقدو هذه النظرية بأنها افتراضية للغاية، حيث وضعت المعلم في وظيفة الكاهن الأعظم الشاغرة. كما لم تشير وثيقة دمشق، ولا المخطوطات 1QS أو 4QMMT إلى أن شرعية الكاهن الأعظم هي سبب انفصال هذه الطائفة. بالإضافة إلى ذلك، يبدو أن الدافع وراء انشقاق الطائفة عن التيار الرئيسي لليهودية كان ذا طبيعة دينية وليس سياسية.
تصور وثائق أخرى من مخطوطات البحر الميت المعلم على أنه في صراع شديد ضد شخصية تسمى "الكاهن الشرير"، مما أدى إلى عدة تكهنات حول شخصياتهما منها أن المعلم هو الكاهن الأعظم الصدوقي في مواجهة يوناثان المكابي (الكاهن الشرير). وفي سنة 2013م، اقترح غريغوري دودنا أن هيركانوس الثاني كان هو معلم البر، حيث كان هيركانوس كاهنًا أعظمًا صدوقيًا للهيكل من سنة 76 ق.م. إلى 67 ق.م. ومن سنة 63 ق.م إلى سنة 40 ق.م. وفي المقابل، اعتبر أن أنتيجونوس الحشموني آخر الملوك الحشمونيين هو الكاهن الشرير الذي كان يميل إلى الفريسيين.
من الفرضيات الأخرى تلك التي افترضها الحاخام هارفي فالك بأن الكاهن الأعظم هيليل الأكبر كان هو المعلم في مواجهة شاماي "الشرير"، استنادًا إلى الصراع الكبير المذكور في التلمود. ولا يرجّح معظم العلماء ذلك لأن تاريخ وثيقة دمشق والعديد من مخطوطات البحر الميت تعود إلى حوالي سنة 100 ق.م. أي قبل فترة طويلة من زمن هيليل وشاماي.
اعتقد روبرت إيزنمان أن يسوع التاريخي كان في الواقع يعقوب الناصري وأنه معلم البر في مواجهة "الكاهن الشرير" أنانوس بن أنانوس، وحدّد شخصية "ناشر الأكاذيب" بأنه بولس الطرسوسي، وهي أيضًا نظرية لم تلق قبولًا بين العلماء. أما ستيفن جورانسون فاعتقد أن يهوذا الإسيني الذي ذكره يوسيفوس، هو المعلم.
شكّكت باربرا ثيرينغ في تاريخ مخطوطات البحر الميت، وقالت بأن معلم البر بشّر بالدينونة النارية القادمة، وقال "قد وضعت الفأس على أصل الشجر"متى 3: 10، ودعا الناس "أفاعي"، ومارسوا المعمودية وعاشوا في البرية. لذا، رأت أن هناك احتمالاً قوياً أن يكون معلّم البر هو يوحنا المعمدان.
كتب ريتشارد أ. فرويند: «إن الاختلاف في الرأي حول منصب معلم البر يقودني إلى استنتاج أنه ربما يكون كل هؤلاء الباحثين على حق. لقد قاد معلم البر المجموعة في القرن الثاني قبل الميلاد عندما تم تأسيسها. قاد معلم بر آخر الطائفة في القرن الأول قبل الميلاد، وأخيراً ظهر معلم آخر في القرن الأول الميلادي».